# Жак Ладегальєрі
Жак Ладегальєрі (10 січня 1940 , Сартрувіль ) — французький фехтувальник на шпагах, срібний призер Олімпійських ігор 1972 року.

## Виступи на Олімпіадах
| Олімпіада     | Дисципліна          | Місце |
| ------------- | ------------------- | ----- |
| Мехіко 1968   | індивідуальна шпага | 9     |
| Мехіко 1968   | командна шпага      | 7     |
| Мюнхен 1972   | індивідуальна шпага | 2     |
| Мюнхен 1972   | командна шпага      | 4     |
| Монреаль 1976 | індивідуальна шпага | 50    |
| Монреаль 1976 | командна шпага      | 9     |